# Tbilisi Fashion Week

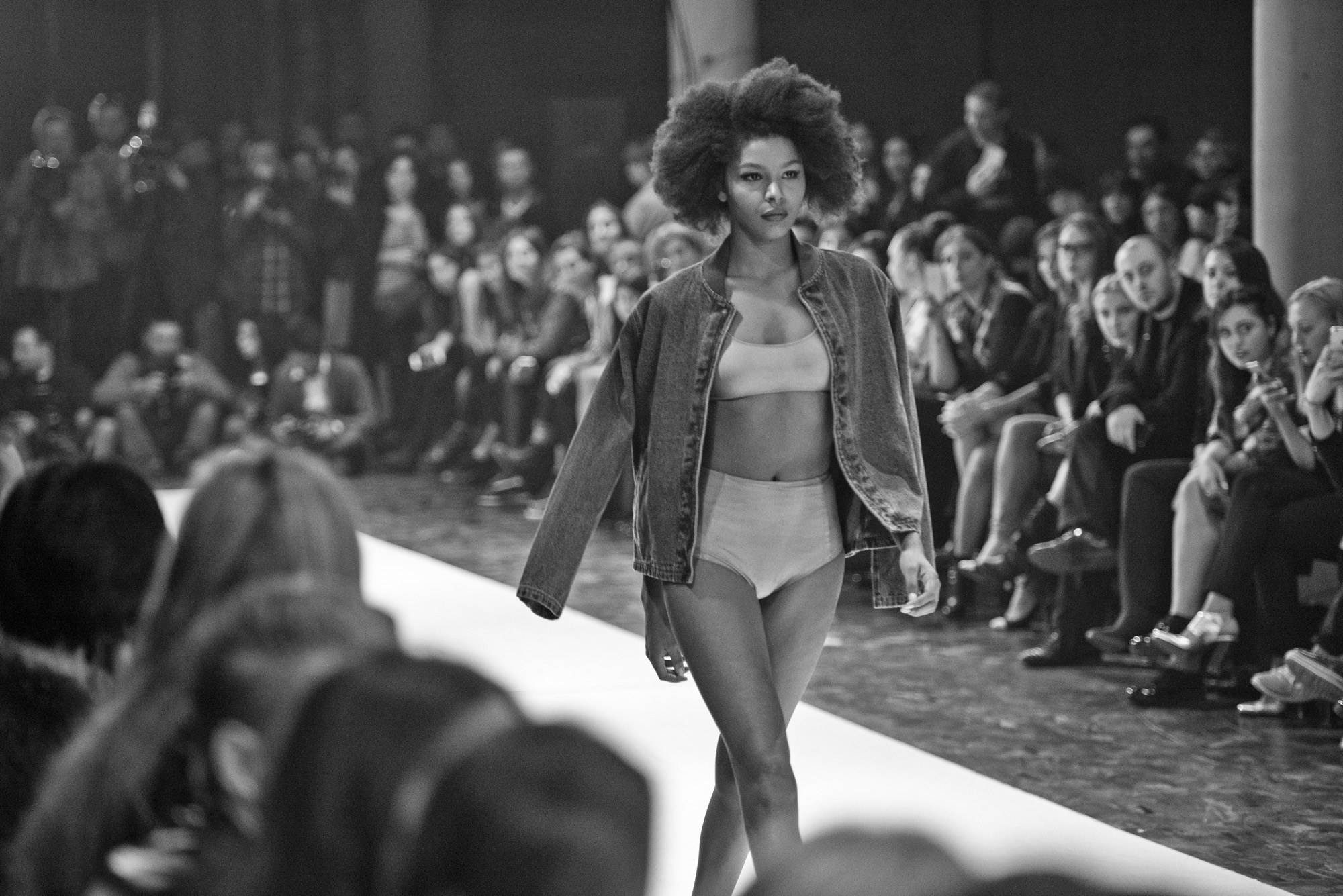
TFW 2015.

Tbilisi Fashion Week (TFW) (Тиждень моди Тбілісі) (груз. თბილისის მოდის კვირეული; тбілісіс модіс квірэулі) — грузинський тиждень моди в столиці Тбілісі. TFW збирає професіоналів галузі два рази на рік, навесні та восени. TFW був створений в 2009 році під час фестивалю Тбілісоба. TFW — це центр моди на Кавказі, який підтримує розвиток індустрії моди, вводить нові обличчя і експортує продукцію Грузії.